# Port-Sainte-Marie
Port-Sainte-Marie är en kommun i departementet Lot-et-Garonne i regionen Nouvelle-Aquitaine i sydvästra Frankrike. Kommunen ligger i kantonen Port-Sainte-Marie som tillhör arrondissementet Agen. År 2022 hade Port-Sainte-Marie 1 846 invånare.

## Befolkningsutveckling
Antalet invånare i kommunen Port-Sainte-Marie
| Referens: INSEE |